# Ger van Zanenbrug
Ger van Zanenbrug (brug 2372) is een vaste brug in Amsterdam Nieuw-West, ze dient als opvolger van brug 700.

## Brug 2372
Ze vormt voor voetgangers en fietsers de verbinding tussen het Sloterpark en een groenstrook langs de Geleyn Bouwenszstraat, gelegen in een woonwijk direct ten noordwesten van het park. De brug wordt gedragen door betonnen brugpijlers. Het rijdek bestaat uit houten balken die op de houten overspanning liggen. De houten leuningen zijn gemonteerd in metalen kokers, bevestigd aan die overspanning. De brugleuning zijn wit beschilderd, maar kleuren steeds groener vanwege biologische aanslag. Brug 2372 stamt uit 2008. Wat opmerkelijk is dat de brug kruislings over twee watergangen ligt en dat midden op de brug een lantaarnpaal is geplaatst. Het is onbekend wie de ontwerper van de brug is, een particuliere onderneming of het Ingenieursbedrijf Amsterdam.

## Brug 700
De brug had sinds 1974 een voorganger. Deze brug lag tussen hetzelfde noordwestelijk punt van het park en het apart van het park liggende Geuzeneiland ook wel 'kindereiland'. Zij was ook van hout, liggend op een betonnen fundament. Deze brug, die met een hek kon worden afgesloten, was van belang voor de paarden die niet over het trekpontje konden lopen. Wanneer deze brug gesloopt is, is niet bekend. Het Geuzeneiland is sinds lange tijd alleen nog door middel van brug 643 met het vaste land verbonden. Brug 700 kwam van de tekentafels van de Dienst der Publieke Werken.

## Tenaamstelling
De brug kreeg in februari 2022 de naam Ger van Zanenbrug, naar bioloog Ger van Zanen, die menig natuuruitstapje begeleidde in het Ruige Riet, natuurgebiedje van het Sloterpark direct aansluitend op de brug. Het is een plek waar veel paddenstoelen groeien, specialisme van Van Zanen.
<<< · 700 · 701 · 702 · 703 · 704 · 705 · 706 · 707 · 708 · 709 · 710 · 711 · 712 · 713 · 714 · 715 · 716 · 717 · 718 · 719 · 720 · 721 · 722 · 725 · 726 · 729 · 730-738 · 739 · 740 · 741 · 742 · 743 · 744 · 745 · 746 · 747 · 748 · 749 · 751 · 752 · 753 · 754 · 755 · 756 · 757 · 758 · 759 · 760 · 761 · 762 · 763 · 764 · 765 · 766 · 767 · 768 · 769 · 770 · 771 · 772 · 773 · 775 · 776 · 777 · 778 · 779 · 780 · 781 · 782 · 783 · 784 · 786 · 787 · 788 · 789 · 790 · 791 · 792 · 793 · 794 · 795 · 797 · >>>
Brugnummers  723, 724, 727, 728, 750, 774, 785, 796 (niet gerealiseerde brug over de Slotervaart), 798 en 799 zijn niet vergeven.